# Дворцовый переворот 1861 года
Дворцовый переворот 1861 года (кит. упр. 辛酉政变, пиньинь xīnyǒu zhèngbiàn) — дворцовый переворот, произошедший в Цинской державе, когда в результате заговора вдовствующей императрицы и князя Гуна были казнены три члена регентского правительства, а вместо них регентами стали две вдовствующие императрицы — Цыси и Цыань.
В августе 1861 года в Жэхэ умер император Айсиньгёро Ичжу. На престол вступил его шестилетний сын Цзайчунь. До его совершеннолетия все дела в стране должен был вершить Совет князей регентов и сановников из восьми человек во главе с Айсиньгёро Сушунем, то есть клика ультраконсерваторов. В ноябре 1861 года в Пекине произошёл государственный переворот. Три регента во главе с Сушунем были казнены, а к власти пришли вдовствующая императрица Цыси и далёкая от политики вторая вдовствующая императрица Цыань.
Переворот в Пекине открыл дорогу для более взвешенной политики по отношению к западным государствам и политике крайне ограниченных реформ под лозунгом «самоусиления», или «усвоения заморских дел».